# Vinkellövmätare
Vinkellövmätare (Idaea aversata) är en fjärilsart som beskrevs av Carl von Linné 1758. Vinkellövmätare ingår i släktet Idaea och familjen mätare, Geometridae. Arten är reproducerande i Sverige. Tre underarter finns listade i Catalogue of Life, Idaea aversata griseocorsa Schawerda, 1929, Idaea aversata japonica Inoue, 1955 och Idaea aversata pseudaurata  Schawerda, 1929.

## Bildgalleri

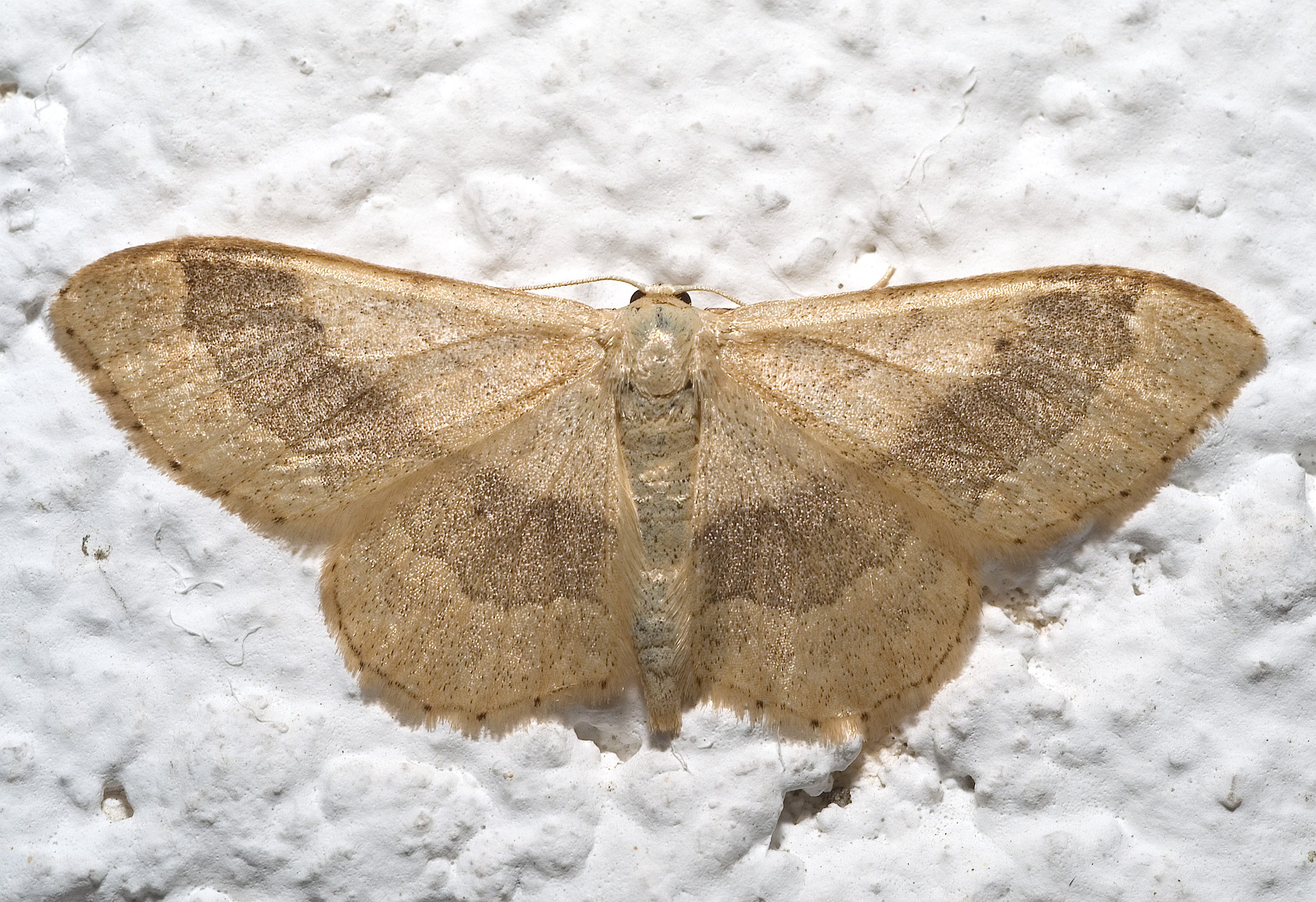
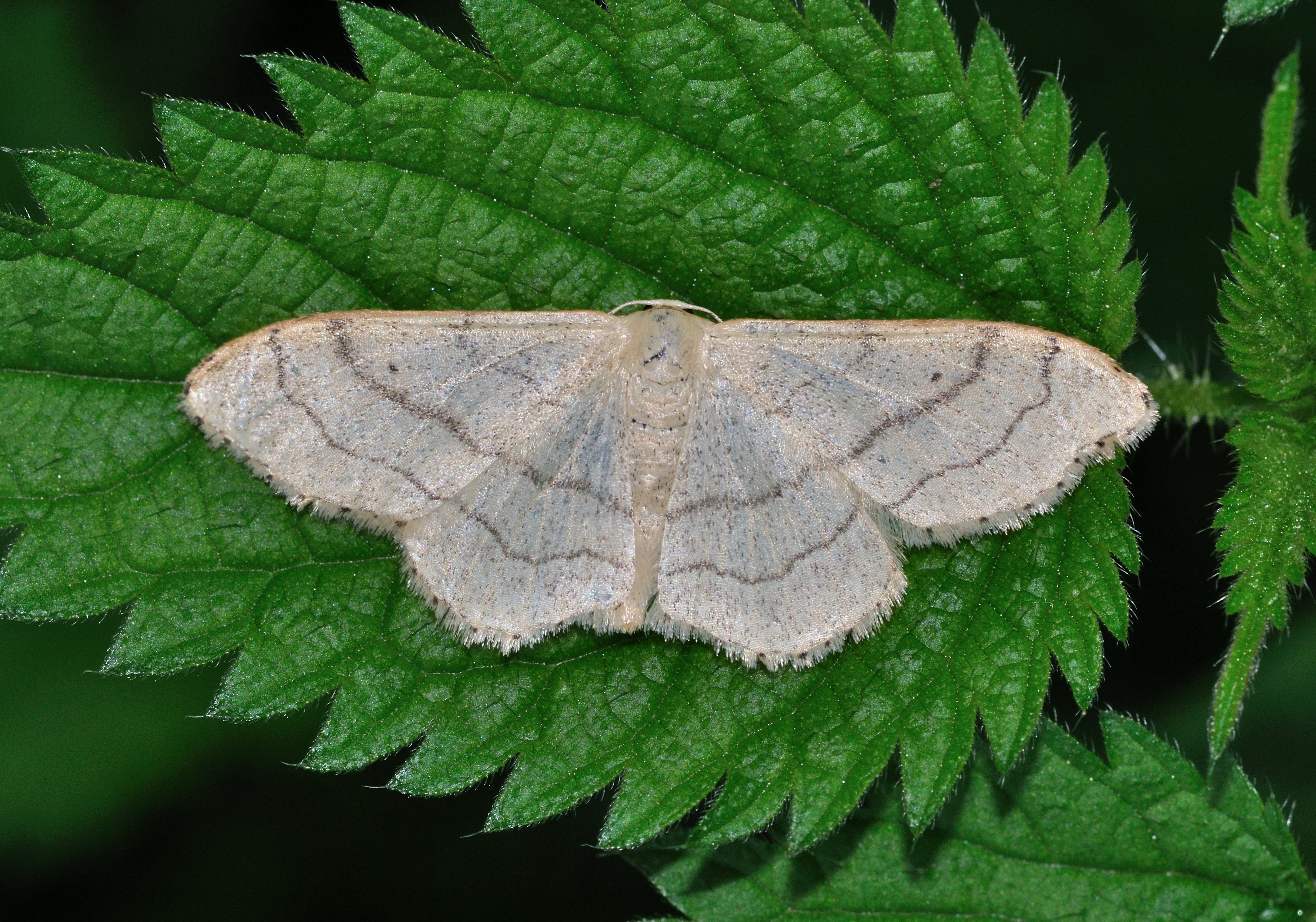
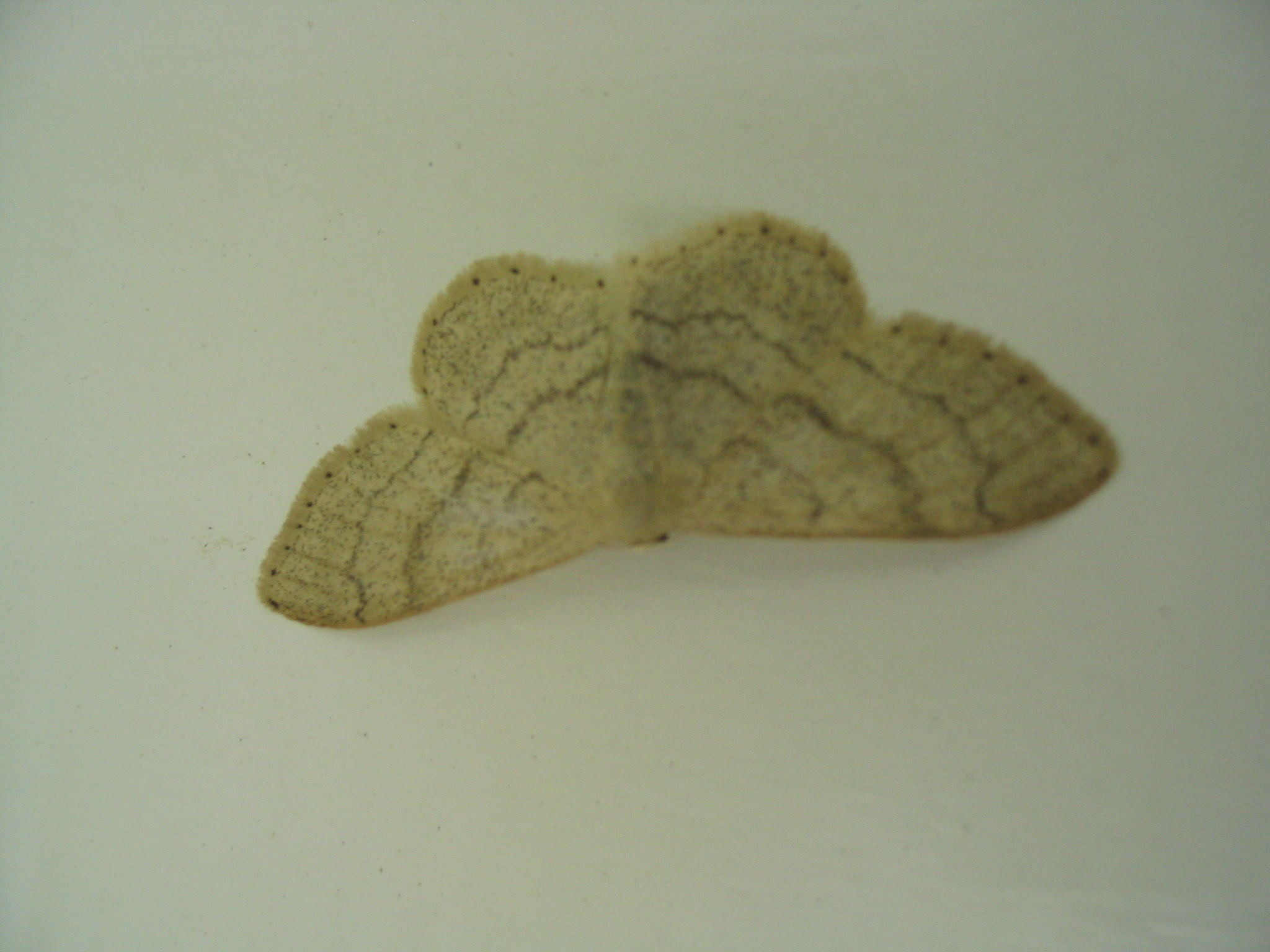
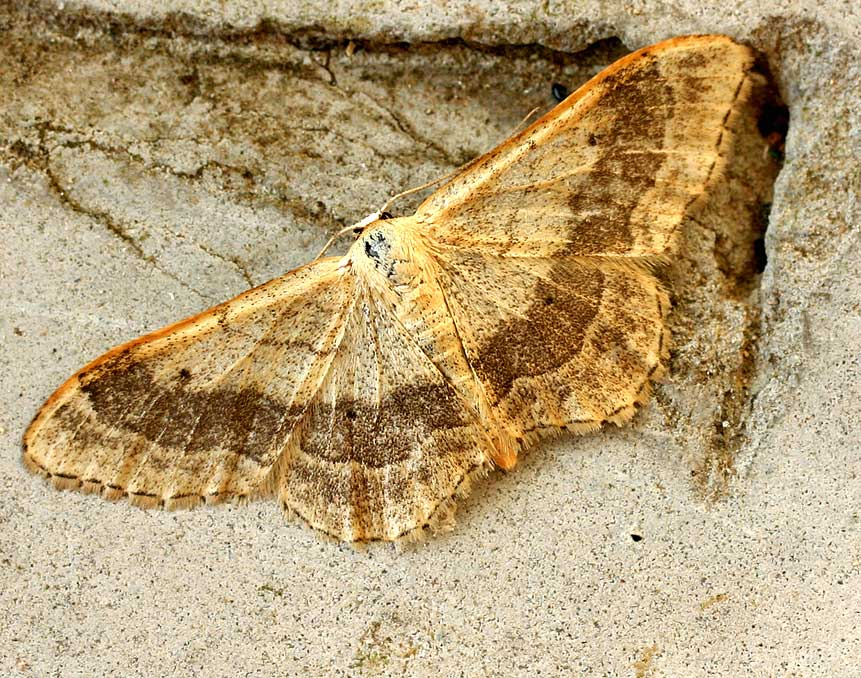
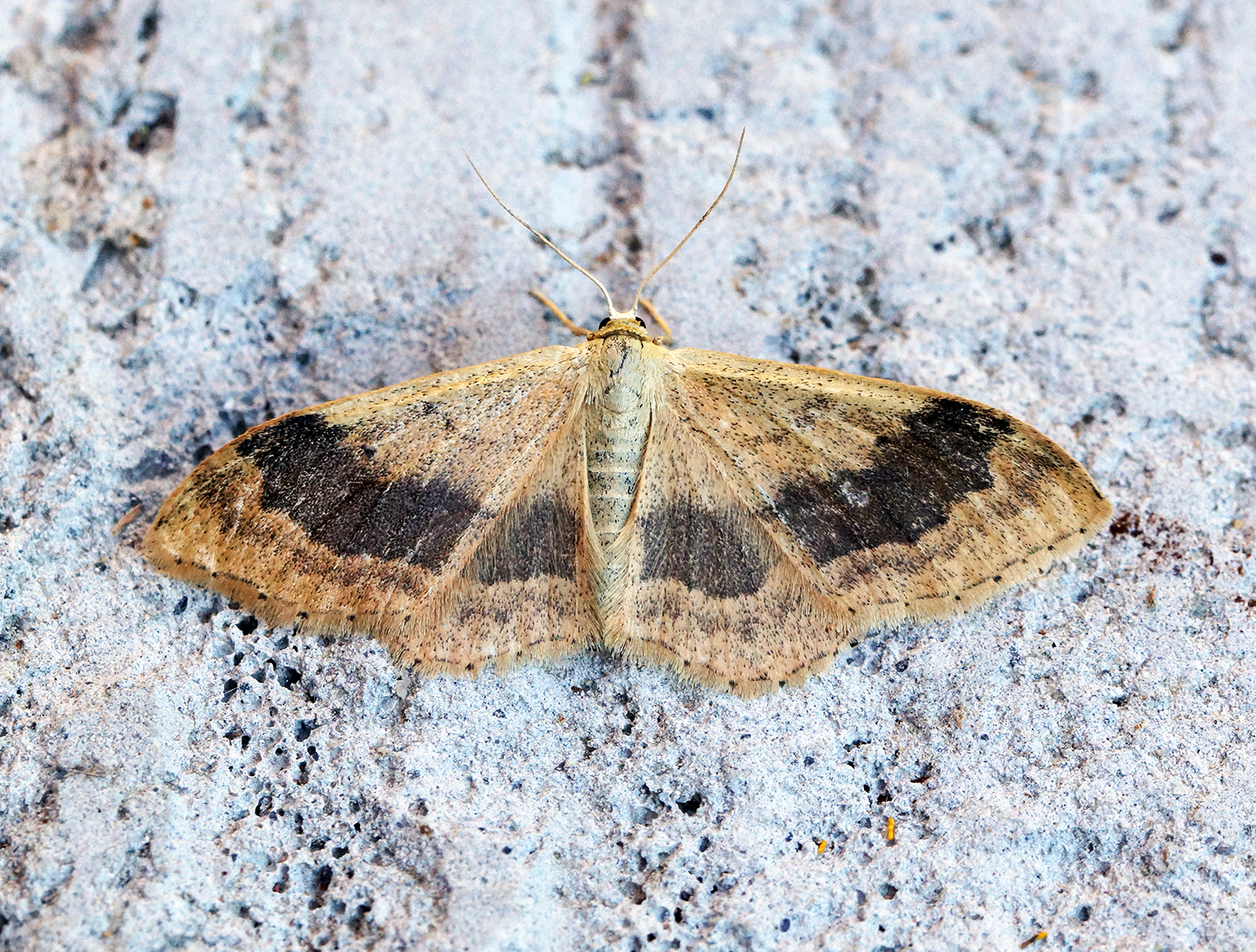
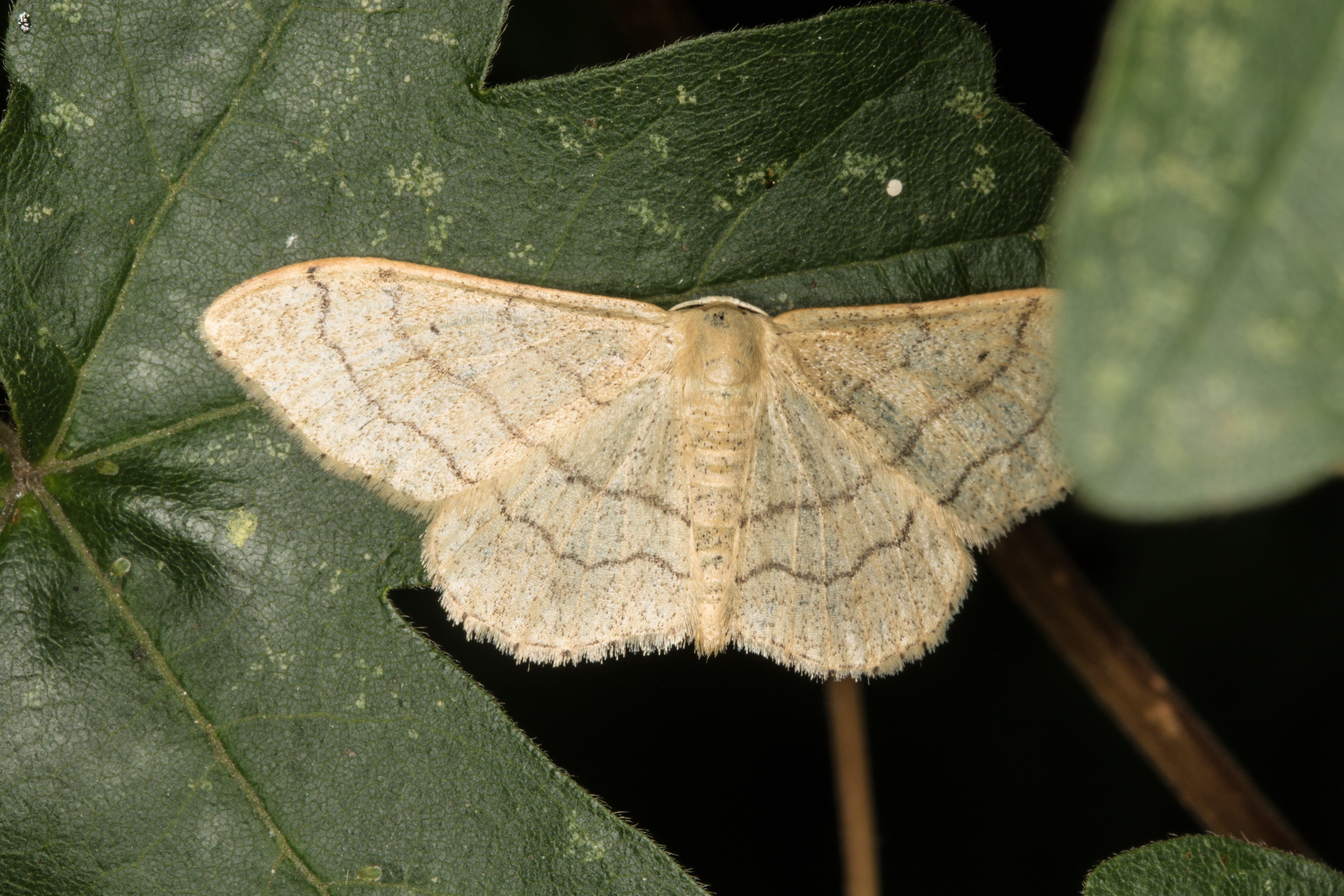